# Abfallprodukt
Ein Abfallprodukt bezeichnet generell einen Stoff, der erwartungsgemäß bei einem Umwandlungsprozess entsteht und im Sinne des Prozesses keinen weiteren Nutzen darstellt. Abfallprodukte müssen meist in einem Entsorgungsprozess entfernt werden, können aber auch Quelle eines neu zu verwendenden Produktes werden (Recycling). Sie sind zu unterscheiden von Fehlprodukten, die unbeabsichtigt durch Herstellungsfehler entstehen.

## Beispiele
Beispiele für Abfallprodukte finden sich sowohl in der Biologie als auch in der Industrie.

### Biologie
Bei Lebewesen finden sich Abfallprodukte bei der Ausscheidung von Exkrementen und Urin, in denen Stoffwechselprodukte vorhanden sind. Ein weiteres Abfallprodukt, das von Lebewesen produziert und ausgeschieden wird, sind Gase (vor allem CO2), die bei der Atmung ausgeatmet werden. Jedoch wird bei Rinderhaltungen auch Methan produziert.

### Industrie
In der Chemie und anderen Industrien finden sich sehr viele Beispiele. Beispielsweise wird bei Verbrennungen von Kohlenwasserstoffen wie Biomasse, Öl, Gas oder Kohle vor allem CO2 und Wasserdampf ausgestoßen, beim Schleifen von Metall fallen Metallspäne an, bei der Holzarbeit sind es Holzspäne.

## Wiederverwertung

### Aluminium
Da die Eigenschaften von Aluminium auch nach der Nutzung nicht beeinträchtigt werden kann es beliebig oft ohne Qualitätsverlust wiederverwertet werden. Fällt das Aluminium in Form von Metallresten (z. B. Späne) oder gelöstem Aluminium, wird es zum Sekundärrohstoff, für den es einen weltweiten Markt gibt. Aluminium in Form von Schrott, Spänen, Skimmings etc. wird erfasst, aufbereitet und eingeschmolzen.

### Auto
Fahrzeuge, deren Reparatur sich nicht mehr lohnt oder nicht mehr verkehrssicher sind, werden von einem auf Autoverwertung spezialisierten Betrieb angenommen bzw. angekauft und dann verschrottet. Die Autohersteller sind lat der Altfahrzeugverordnung zur Rücknahme der Fahrzeuge verpflichtet.
Die ausgeweideten Karosserien werden von Betriebsstoffen befreit. Dann wird das Fahrzeug gelagert, um wichtige, gängige Aggregate (z. B. Motor, Getriebe, Lichtmaschine, Achsteile) auszubauen und als Ersatzteile zu verkaufen. Die Innenausstattung wie Sitze, Ablagen, Türverkleidungen, und Karosserieteile, wie Hauben und Türen oder die Elektroausstattung (Scheinwerfer, Rückleuchten, Schalter) werden ebenfalls ausgebaut und zum Verkauf angeboten.
Das Automobil wird danach mit Hilfe einer Schrottpresse verdichtet und mit Hilfe eines Schredders zerkleinert. Die Karosseriereste werden als Schrott der Stahlerzeugung zugeführt. Das Glas der Fenster, die Nichteisenmetalle, der Gummi der Autoreifen und die Kunststoffe werden ebenfalls erneut verwendet.

### Holzspäne
Holzspäne, die spanenden Bearbeiten von Stamm- und Schnittholz als Neben- bzw. Abfallprodukte anfallen, werden für Spanplatten und die Papierherstellung wiederverwertet. Weiters werden Hobelspäne als Tiereinstreu, Sägemehl als ölbindendes Saugmaterial (z. B. in Werkstätten oder nach Unfällen) verwendet. Holzspäne aus Fichten- und Tannenholz findet als Wärmedämmung Anwendung. Holzspäne werden ebenfalls als Heizmaterial für die Produktion von Pellets und Briketts verwendet. Holzspäne werden ebenfalls für die Produktion von Erdbeeraroma verwendet.

### Weitere Abfallprodukte
- Abgas
- Rotschlamm
- Molkepulver
- Anodenschlamm
- Schwimmgerste
- Krätze
- Grobspanplatte
- Antistaubit
- Steinkohlenteer
- Para-Toluolsulfonsäurechlorid
- Eisen(III)-sulfat
- Calciumchlorid
- Hexafluoridokieselsäure
- Kalkwasser
- Kork

## Entsorgung
Besteht keine Möglichkeit mehr, das Abfallprodukt zu recyclen, oder ist dieser Vorgang zu zeit- oder kostenintensiv, dann, wird das Abfallprodukt entsorgt. Dies kann auf verschiedene Art geschehen. Teilweise werden Abfallprodukte in die Umwelt abgegeben, jedoch gibt es Grenzwerte, die eingehalten werden müssen. Dies geschieht vor allem durch Abgase bzw. Abwasser. Radioaktive Stoffe werden in so genannte Endlager transportiert, wo sie gelagert werden. Die Abfallprodukte werden ebenfalls auf Mülldeponien gelagert oder in Müllverbrennungsanlagen verbrannt.